# Северное Бутово
Се́верное Бу́тово — район города Москвы в составе Юго-Западного административного округа, а также соответствующее ему одноимённое внутригородское муниципальное образование. Расположен к югу от Московской кольцевой автодороги. Северное Бутово — спальный район. Отсутствие крупных промышленных предприятий, близость лесных массивов (Битцевский и Бутовский лесопарки) способствуют сохранению благоприятной экологической обстановки; Северное Бутово является одним из самых экологически чистых районов Москвы.
По данным на 2019 год площадь района составляет 927,1 га. Площадь жилого фонда — 1751 тыс. м² (2010 год).

## История

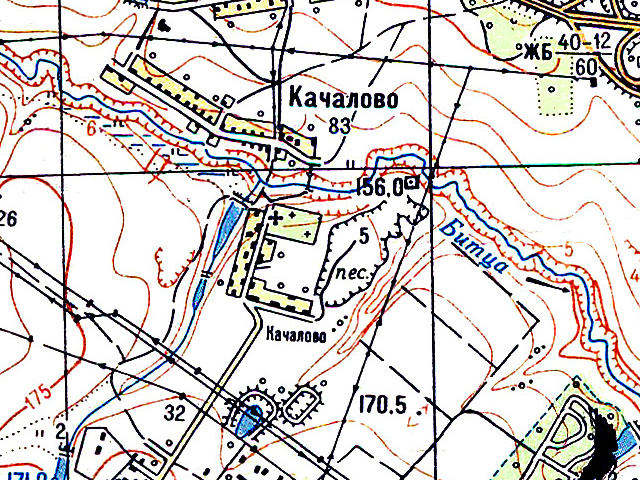
Село Киово-Качалово на карте 1964 года

Исторически на территории современного района Северное Бутово располагались деревни Киово-Качалово, Михайловское (вошла в состав территории района частично), Берёзкино и Старые Битцы, посёлок ВИЛАР, а также усадьба Знаменское-Садки.
Представление о том, что из себя представляло будущее Северное Бутово даёт справочник-путеводитель «Дачи и окрестности Москвы» за 1930 год:

По правую сторону линии жел. дор. в 1 и 1/2 км от станции, расположено по обе стороны проходящего здесь Серпуховского шоссе дер. Аннино или Битца, получившая название от протекающей речушки Битцы. Под одним названием объединены две деревни, находящиеся на расстоянии 1/2 км друг от друга. Деревни окружены мелколесьем и небольшими фруктовыми садами. Дома крестьянские, цены за помещения за летний сезон колеблются от 60 до 100 рублей. Имеется магазин Битцевского потребительского общества. Спереди деревни находится небольшая фетровая фабрика, при ней клуб. Более обширный клуб находится при кирпичном заводе в 1 км от Аннино. В клубе бывают спектакли и кино.
Телеграф и почтовое отделение в Ленине (6 км), но корреспонденция доставляется на дом. <…>
Село Качалово в 1/2 км от деревни Аннино, имеет около 80 домов, расположено по течению речки Битцы. Дачные помещения в крестьянских домах сдаются от 60 руб. за сезон. Кооператив в Аннине.
Ближайшая к платформе деревня Михайловская, вся в садах, на причудливых берегах р. Битцы. Комнаты от 70 руб. в сезон. <…>
Близ упомянутых деревень расположено 2 совхоза. В бывшей ус. Феррейна — совхоз «Битцы», разводящий лекарственные травы (площадь посева достигает 27 гектаров. В 3 километрах, в Знаменском, находится сельскохозяйственный семеноводческий техникум и при нём совхоз.

19 марта 1984 года указом Президиума Верховного совета РСФСР в административное подчинение Москвы были переданы посёлки Всесоюзного института лекарственных растений и Поляны, село Качалово, деревня Битца (Старые Битцы) (а также другие населённые пункты и территории, составившие в будущем территорию района Южное Бутово) Ленинского района Московской области территорией общей площадью 3,1 тыс. га. 19 сентября того же года решением исполкома Моссовета и Мособлисполкома данное решение было утверждено. 12 сентября 1985 года эти территории были включены в официальные границы Советского района города Москвы.
Застройка Северного Бутова началась в конце 1986 года, через три года первые дома были сданы госкомиссии. Сначала здесь возводилось преимущественно социальное жильё, предназначенное для очередников и представителей льготных категорий населения. В дальнейшем освоение района встало на коммерческие рельсы, и значительную часть домов возвели жилищно-строительные кооперативы.
12 сентября 1991 года распоряжением мэра Москвы образованы муниципальные округа «Северное Бутово» («В границах осуществляемой застройки») и «Южное Бутово» («В соответствии с проектом детальной планировки»).
9 июля 1992 года начато строительство станции метро «Бульвар Дмитрия Донского» Серпуховско-Тимирязевской линии (проектное название — «Качалово»), которое вскоре из-за недостатка финансирования было заморожено.
В первой половине 1990-х годов большую часть Северного Бутова застроили зданиями типовых серий (КОПЭ, П-44 и их современниками). В середине 1990-х были построены невысокие четырёхэтажные здания серии И-1414 с просторными квартирами различных планировок, ставшие одними из первых российских прототипов таунхаусов. Несмотря на то, что они были возведены позже основной массы панельных домов, проектировщики удачно вписали их в типовую застройку.
5 июля 1995 года с принятием закона «О территориальном делении города Москвы» Северное Бутово и Южное Бутово получили статус районов Москвы.
В 1997 году было завершено начатое в 1991 году благоустройство поймы реки Битца, каскада прудов, пешеходных мостов и дорожек. 14 августа 1997 года распоряжением Правительства Москвы «на территории, ограниченной улицами Ратная, Куликовская, Знаменские садки и бульваром Дмитрия Донского» был организован парк отдыха.
В 1999 году были снесены последние деревянные дома бывшей деревни Битца (Старые Битцы).
В 2000 году был построен проезд 680 (улица Поляны), разгрузивший от транзитного транспорта Куликовскую улицу.
26 декабря 2002 года была открыта станция метро «Бульвар Дмитрия Донского». 27 декабря 2003 года был открыт первый участок Бутовской линии метро. В его состав входили 5 станций: «Улица Старокачаловская» (Северное Бутово) с переходом на станцию метро «Бульвар Дмитрия Донского» Серпуховско-Тимирязевской линии, «Улица Скобелевская», «Бульвар Адмирала Ушакова», «Улица Горчакова» и «Бунинская аллея» (Южное Бутово). 27 февраля 2014 года был открыт участок Бутовской линии до станции «Битцевский парк» с промежуточной станцией «Лесопарковая», а также пересадкой на станцию «Новоясеневская» Калужско-Рижской линии.
По состоянию на 2010 год в Северном Бутове проживало 78,4 тыс. чел.. На 1 января 2020 года население составляло 95,9 тыс. чел.

## Гидрография
Через территорию района с северо-запада на юго-восток протекает река Битца, образующая каскад Качаловских прудов (Верхний, Малый, Большой и Нижний). Вокруг прудов образованы Бутовский парк и парк Битца.

## Территория
Район Северное Бутово расположен в южной части Юго-Западного административного округа, граничит с такими районами Москвы, как Ясенево, Южное Чертаново, а также Южное Бутово.
Граница района Северное Бутово проходит по городской черте города Москвы (восточной границе полосы отвода Симферопольского шоссе), далее по оси полосы отвода Курского направления МЖД, южной границе лесопарковой зоны, далее, пересекая ул. Поляны, по городской черте Москвы (восточной и северной границе квартала № 8 лесопарка), северной границе квартала № 7 лесопарка, восточной границе кварталов № 4 и № 2 лесопарка, южной границе квартала № 3 лесопарка, оси реки Битцы, западной границе квартала № 3 лесопарка, оси полосы отвода МКАД, внешней границе полосы отвода МКАД (включая транспортную развязку ул. Поляны), юго-западной и южной границам транспортной развязки Симферопольского шоссе до городской черты Москвы.

## Парки, скверы и общественные пространства
В 2011 году рядом со станцией метро «Бульвар Дмитрия Донского» была устроена прогулочная зона, на территории которой расположено около десятка скульптур: памятный знак князю Дмитрию Донскому; барельефные композиции «Благословение Сергием Радонежским», «Поединок Пересвета с Челубеем» и «Исход Куликовской битвы»; фонтан, в центре которого находятся два гранитных камня с высеченными рельефными композициями с изображением войска Дмитрия Донского и татарского войска Мамая; скульптуры «Летописец» (автор — В. Н. Демченко), «Сказитель» (автор — скульптор С. В. Панов), «Всадник» (автор — заслуженный художник РФ В. П. Буйначев), «Охотник» (автор — скульптор И. Н. Новиков), «Жница» (автор — скульптор И. Мешанин), «Воины» (автор — скульптор С. А. Смуров), «Князь» (автор — скульптор П. Ф. Мишанин), «Княгиня» (автор — скульптор В. А. Черметов), а также работы «Кузнец» и «По воду».
Среди жителей района эта пешеходная зона со скульптурами получила неофициальное название "Аллея истуканов".
В 2018 году в ходе реализации программы мэра Москвы «Мой район» был благоустроен Парк в пойме реки Битцы площадью 14,7 гектара . На территории обустроены прогулочные и велодорожки, места для отдыха и спорта, сцена с амфитеатром и др. В северо-западной части парка находится амфитеатр на 350 человек. По вечерам в парке работает архитектурно-художественная подсветка. На территории парка обустроено футбольное поле с искусственным покрытием по стандартам Российского футбольного союза и требованиям Международной федерации футбола (ФИФА). Общая площадь спортплощадок парка — почти 5 тыс. кв. метров. Вдоль Верхнего и Малого Качаловских прудов устроена набережная. Также на территории парка имеются плавающие фонтаны с динамической подсветкой. Через протоки реки проходят четыре арочных моста с поручнями. В 2019 году в парке был создан спортивный кластер между Большим и Нижним Качаловскими прудами.
В 2017 году на улице Старобитцевская, дом № 17Б создана пешеходная зона «Моцарт», на территории которой расположено 19 арт-объектов и малых архитектурных форм в виде музыкальных инструментов, их деталей, а также нотных знаков. В 2019 году в рамках программы «Мой район» перед домом № 10, корпус 2 по улице Академика Глушко создан Народный парк, благоустроена пешеходная зона вдоль бульвара Дмитрия Донского с арт-объектами в виде шаров и сухим фонтаном.
В 2018 году в рамках проекта «Московские сезоны» была открыта фестивальная площадка Межрегиональной круглогодичной сельскохозяйственной ярмарки на бульваре Дмитрия Донского напротив дома № 11. Выполнена в стилистике советского ампира. На территории размещён детский аттракцион в виде карусели с фигурами лошадей. Центральный павильон украшен башней с часами. На территории фестивальной площадки проводятся тематические мероприятия и инсталляции российских и зарубежных художников.

## Население
| 2002    | 2010    | 2012    | 2013    | 2014    | 2015    | 2016    |
| ------- | ------- | ------- | ------- | ------- | ------- | ------- |
| 75 045  | ↗90 116 | ↗91 036 | ↗91 942 | ↗93 226 | ↗93 911 | ↗94 787 |
| 2017    | 2018    | 2019    | 2020    | 2021    | 2023    | 2024    |
| ↗95 065 | ↗95 561 | ↗95 882 | ↗95 937 | ↗96 407 | ↗97 658 | ↘97 516 |

### Национальный состав
По итогам переписи населения 2020 года проживали следующие национальности (национальности менее 0,1 % и другое, см. в сноске к строке «Другие»):
| Национальность | Численность, чел. | Доля     |
| -------------- | ----------------- | -------- |
| Русские        | 72 670            | 75,38 %  |
| Татары         | 759               | 0,79 %   |
| Армяне         | 607               | 0,63 %   |
| Украинцы       | 343               | 0,36 %   |
| Азербайджанцы  | 287               | 0,30 %   |
| Грузины        | 180               | 0,19 %   |
| Евреи          | 153               | 0,16 %   |
| Узбеки         | 146               | 0,15 %   |
| Белорусы       | 120               | 0,12 %   |
| Другие         | 21 142            | 21,92 %  |
| Итого          | 96 407            | 100,00 % |

## Транспорт

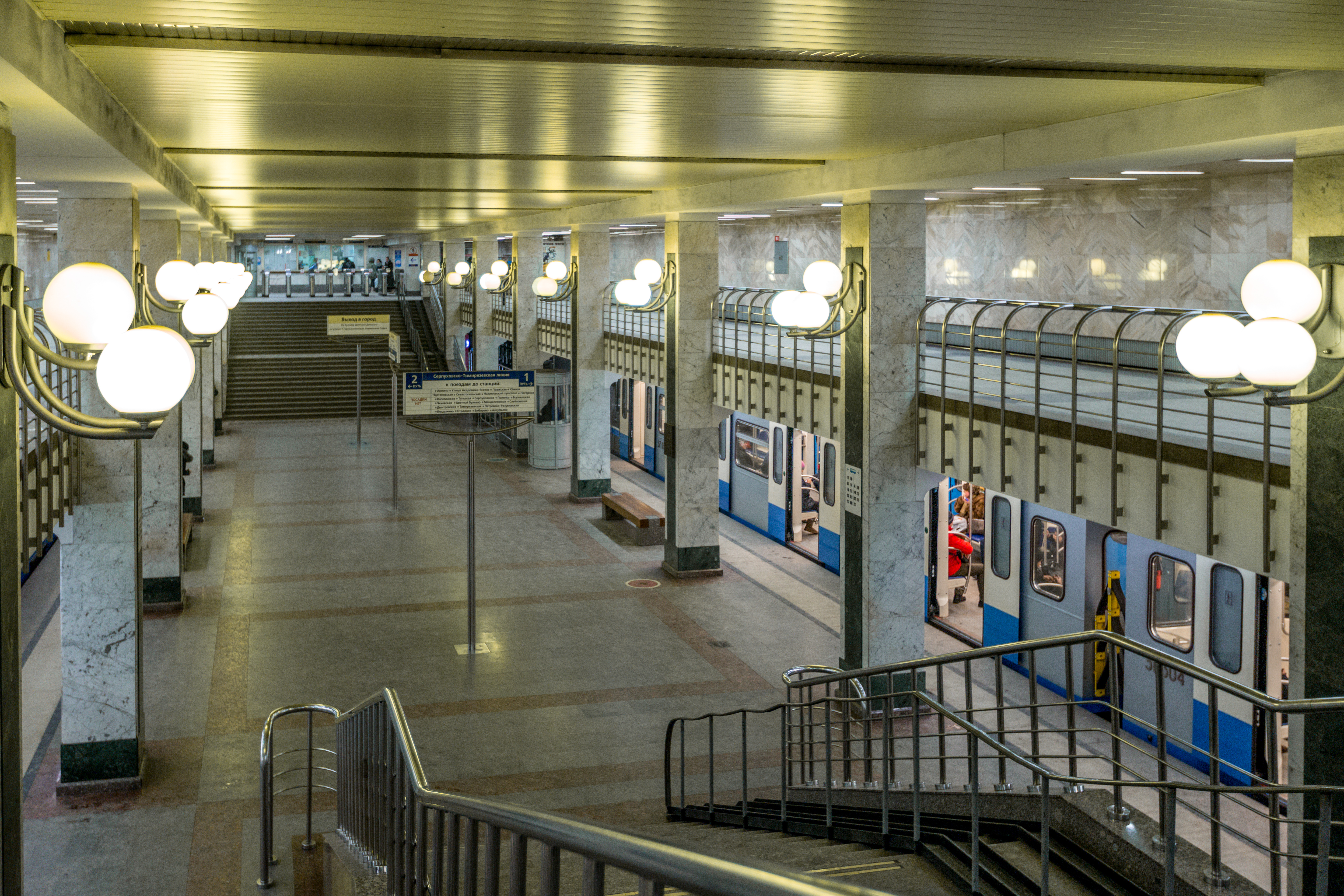
Станция метро «Бульвар Дмитрия Донского»

26 декабря 2002 года открыта станция метро «Бульвар Дмитрия Донского» Серпуховско-Тимирязевской линии Московского метрополитена. Это первая станция Московского метрополитена, построенная за пределами МКАД. 27 декабря 2003 года была пущена в эксплуатацию Бутовская линия, и станция «Бульвар Дмитрия Донского» стала пересадочной.
Район также связан автобусным сообщением со станциями Калужско-Рижской и Замоскворецкой линий метрополитена. 27 февраля 2014 года мэр Москвы С. С. Собянин официально открыл станцию метро «Лесопарковая», которая находится на продлении Бутовской линии, проходящем под землёй до станции «Новоясеневская» Калужско-Рижской линии Московского метрополитена.
Действующие пригородные автобусные маршруты
Е91, Е99, М95, С919, С962, 18, 146, 523, 523а, 523к, 813, 837, 848, 937, 948, 967, 981, 1004.
Действующие электробусные маршруты:
Н8, Н8к, С916, С953, 94, 165, 213, 877
Действующие пригородные автобусные маршруты
МЦ1, 359, 363, 397, 407, 426, 428к, 432, 435, 446, 458, 520, 1040, 1201, 1202, 1365.
Действующие маршруты маршрутного такси
1019к, 1141, 1142, 1224к, 1246к.
Перенумерованные маршруты:
С53 → С953, Т40 → М95, 37 → 837, 108 → 981, 118 → С916, 462 → С962, 537 → 743, 753 → С53, 819 → С919, 835 → С935, 848 → 948, 864 → С986, 858 → Е91, 906 → Е99.      
Отменённые маршруты: 
С935, С986, 101, 202, 249, 262, 284, 406, 413, 417, 423, 430, 668, 710, 728, 735, 737, 743, 831, 962, 1039, 1042.

## Социальная инфраструктура
Отличительной особенностью района Северное Бутово является преобладание молодого трудоспособного населения и сравнительно малое количество жителей-пенсионеров. На территории района действуют 21 детский сад, 12 средних общеобразовательных учреждений, ряд общественных организаций, а также многочисленные учреждения культуры, досуга и спорта.
В начале 2020 года был отремонтирован центр культуры и досуга «Эврика-Бутово».

## Религия
Русская православная церковь
Служба ведётся в четырёх церквях:

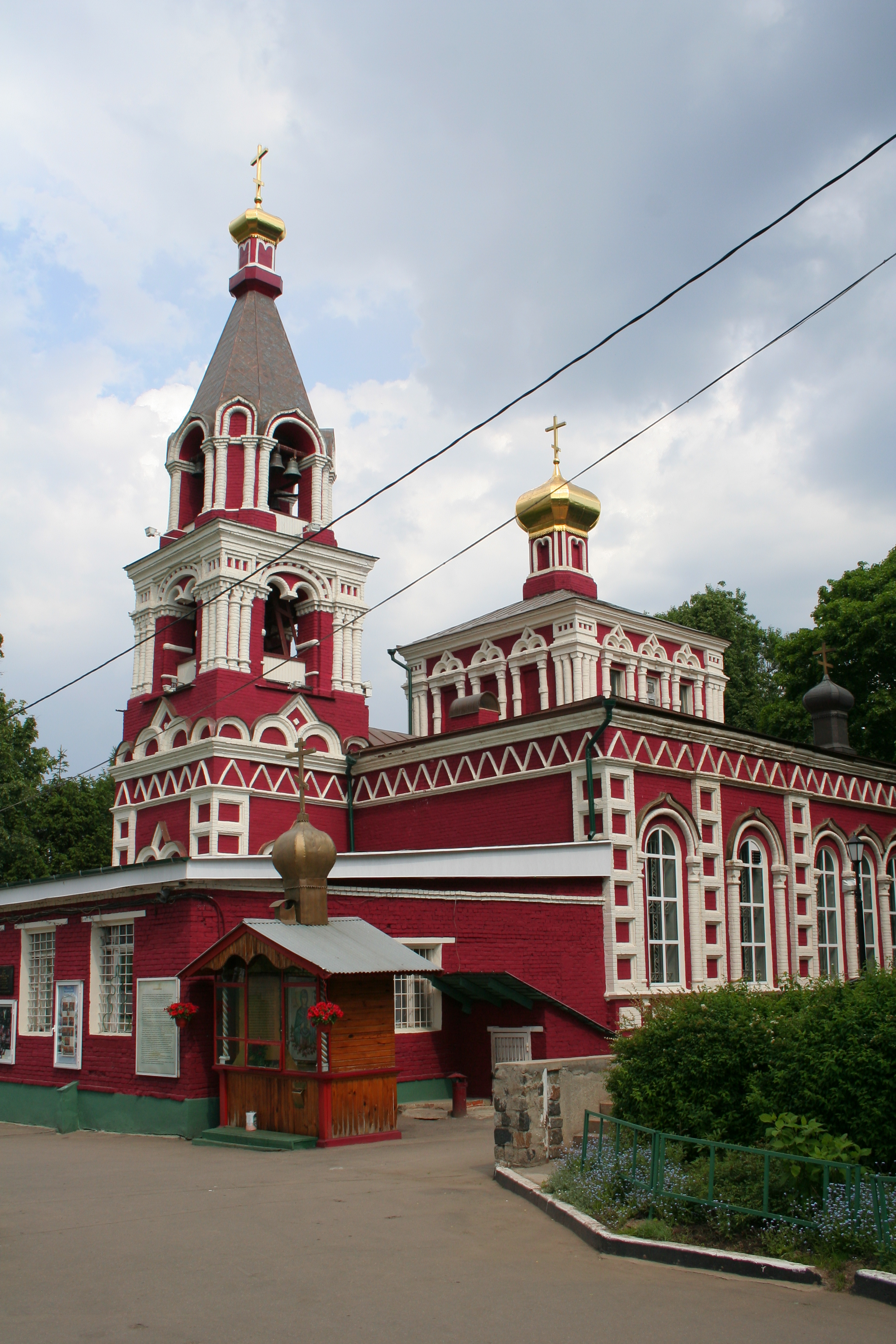
Храм великомученицы Параскевы Пятницы в Качалове

- Храм Великомученицы Параскевы Пятницы в Качалове расположен по адресу Старокачаловская улица, 8, к.1. Первый каменный храм на этом месте возведён и освящён в 1694 году. В 1901—1904 годах реконструирован, в конце 1930-х годов храм был закрыт. Здание использовалось в производственных целях. Передан православной общине в 1990 году и за несколько лет полностью восстановлен.
- Храм святого князя Димитрия Донского. Расположен на пересечении улицы Академика Глушко и бульвара Дмитрия Донского. При храме работает воскресная школа, в которой помимо основных вероучительных предметов действуют разнообразные направления дополнительного образования: Школа искусств (музыкально-хореографическое и художественно-эстетическое отделения), Спортивная воскресная школа с более чем 20 спортивными секциями, Военно-патриотическая программа «Щит Родины» (рукопашный бой, пейнтбол), Отделение церковного пения, программы раннего и дошкольного развития, естественно-научные, гуманитарные и прикладные кружки, творческие мастерские. С учётом всех кружков к настоящему моменту воскресная школа насчитывает уже более 600 воспитанников[43].
- Церковь Пророка Илии.
- Церковь Святителя Алексия, митрополита Московского.

## Прочая инфраструктура
- Одним из первых государственных учреждений в Северном Бутове стало 185-е отделение милиции, открытое в 1991 году (Ратная улица, 14б). Уже с 3 февраля 1992 года отделение милиции было преобразовано в отдел внутренних дел. На данный момент охрана общественного порядка в районе обеспечивается силами ОВД «Северное Бутово», штат которого составляет порядка 150 человек (в том числе 16 участковых инспекторов).
- Всероссийский научно-исследовательский институт лекарственных и ароматических растений (ВИЛАР). Создан в 1931 году на базе Научно-исследовательского бюро по лекарственным и душистым растениям и вошел в состав Академии сельскохозяйственных наук им. В. И. Ленина. В 1951 году при институте был основан ботанический сад.
- Памятник архитектуры и садово-паркового искусства усадьба Знаменское-Садки. Принадлежала князьям Трубецким, а затем, 1917 года, дворянам Катковым. От усадьбы сохранились господский дом, флигель и другие постройки, обширный парк, являющийся частью Битцевского леса.
- На территории района расположена часть Бутовского лесопарка.

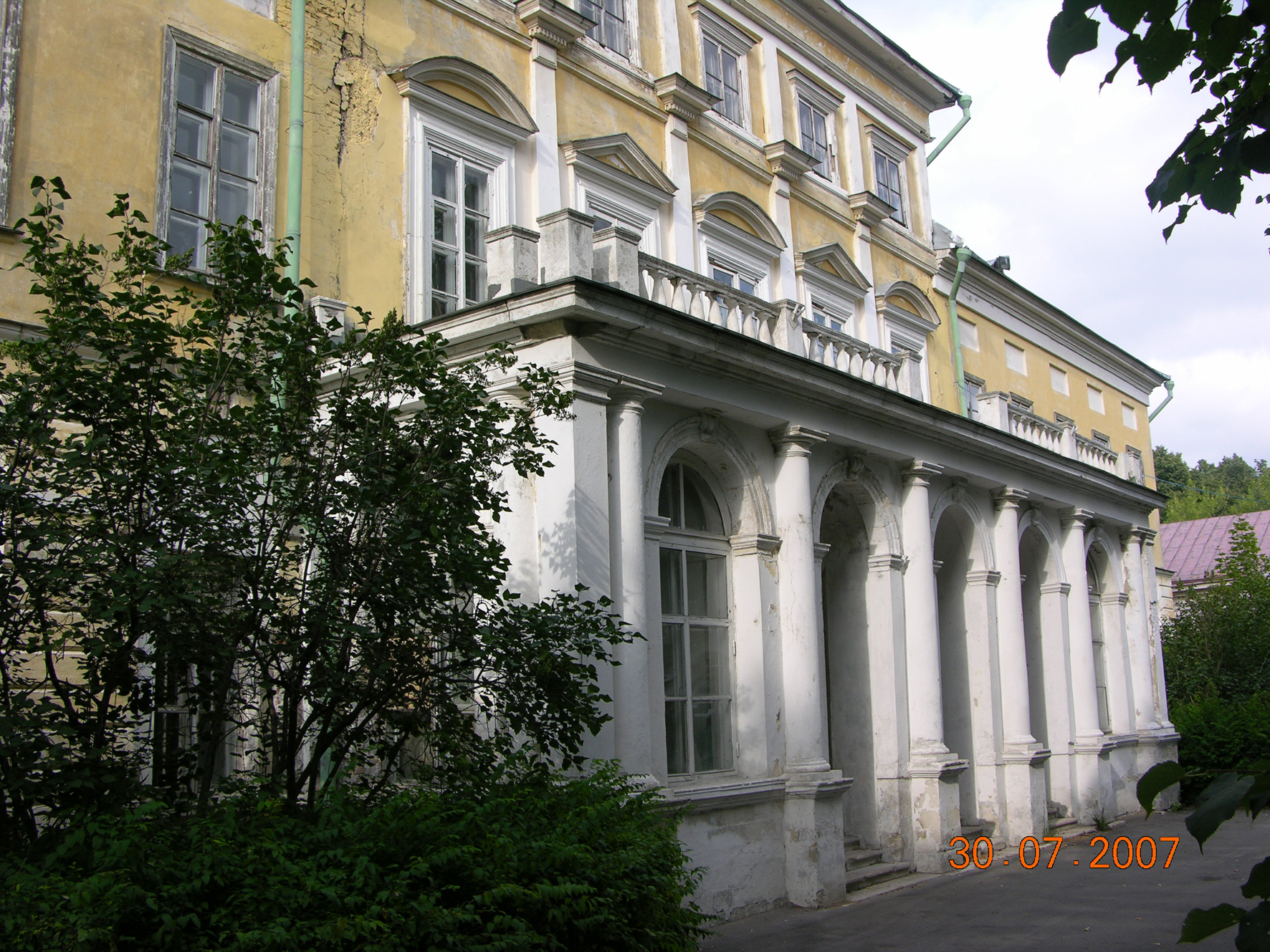
Господский дом усадьбы Знаменское-Садки
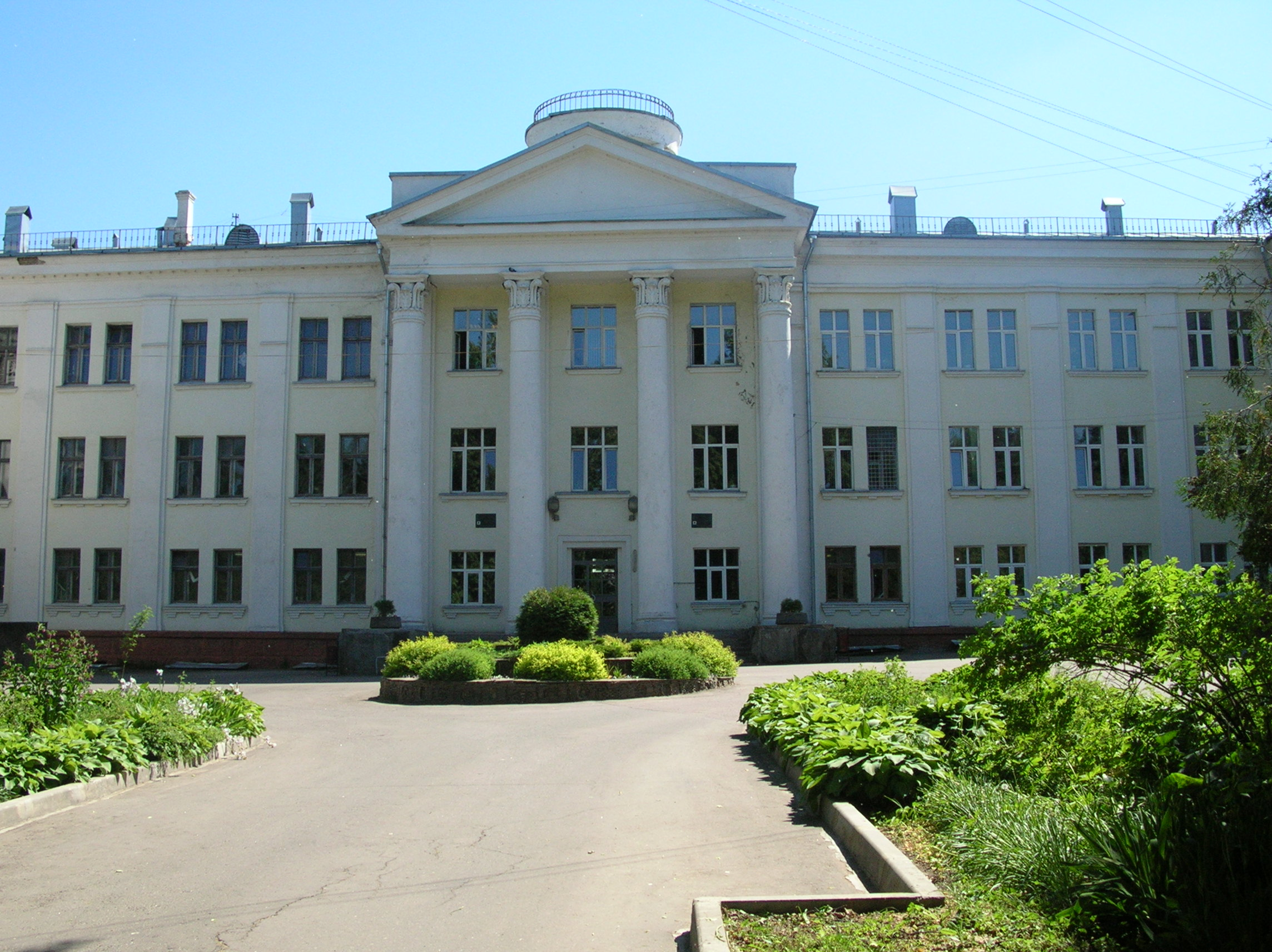
Всероссийский научно-исследовательский институт лекарственных и ароматических растений (ВИЛАР)
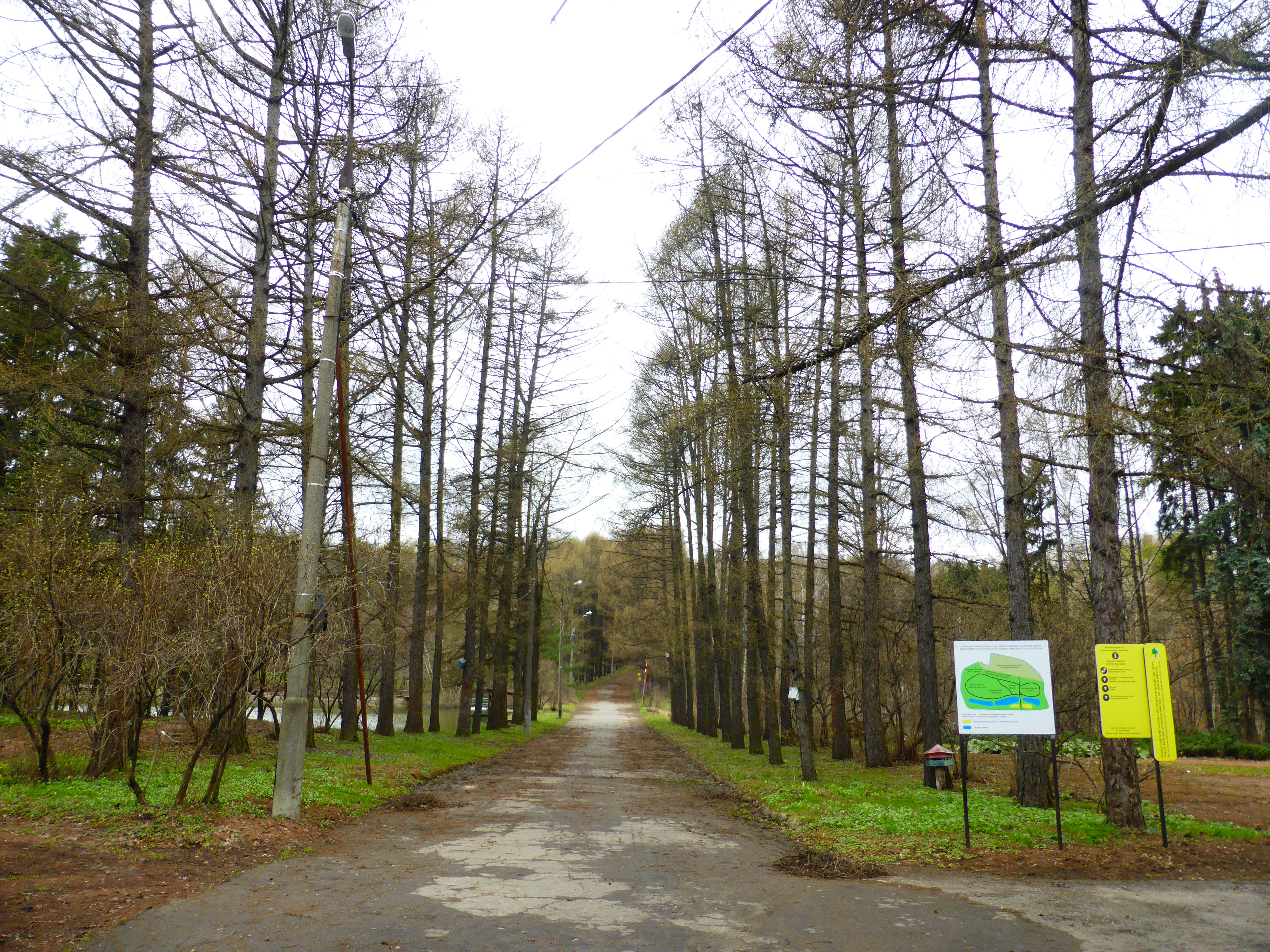
Ботанический сад ВИЛАР
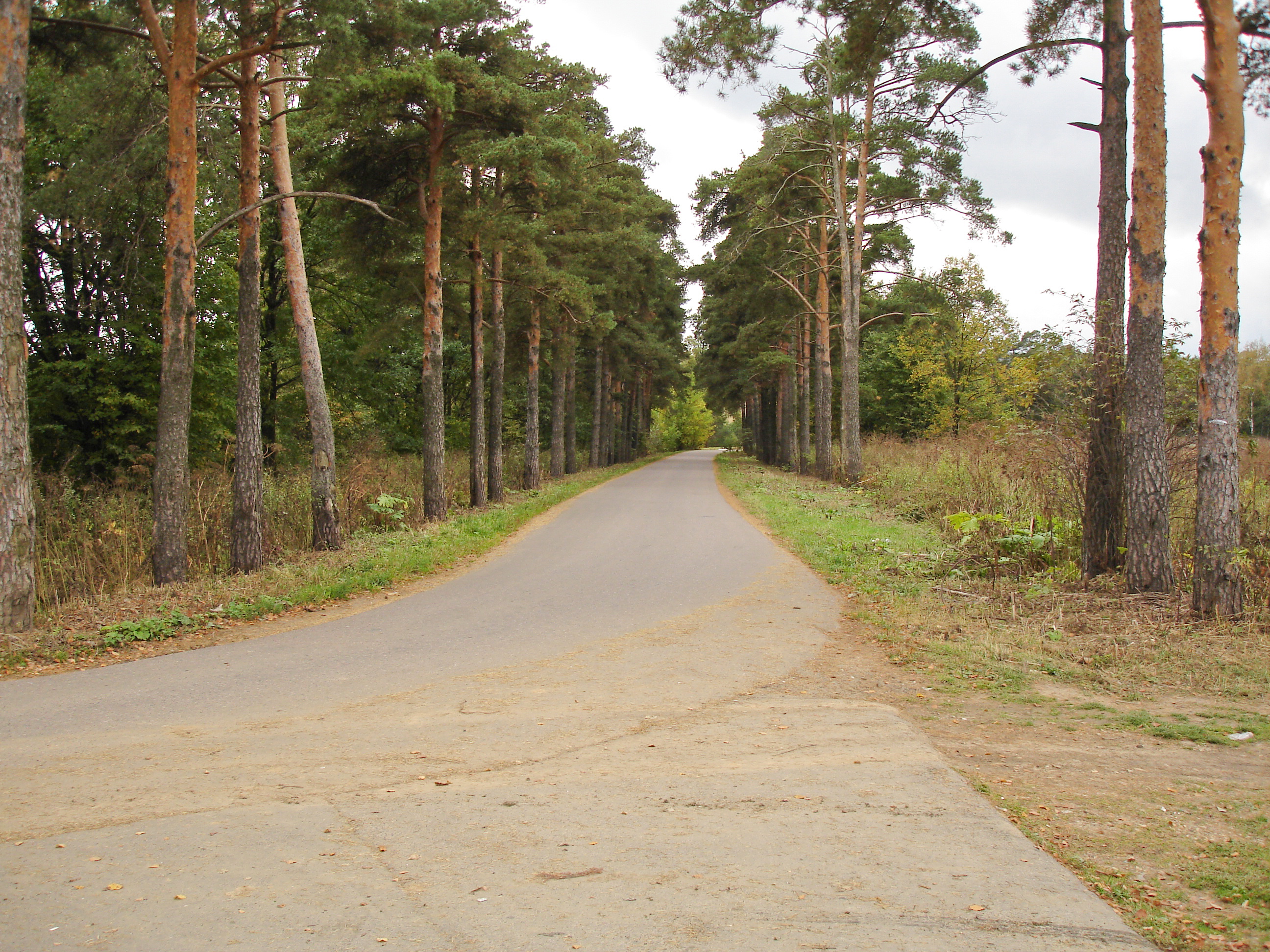
Бутовский лесопарк

## В культуре
- В Северном и Южном Бутове происходит действие романа Андрея Гребенщикова «Метро 2033: Обитель снов».

## Галерея

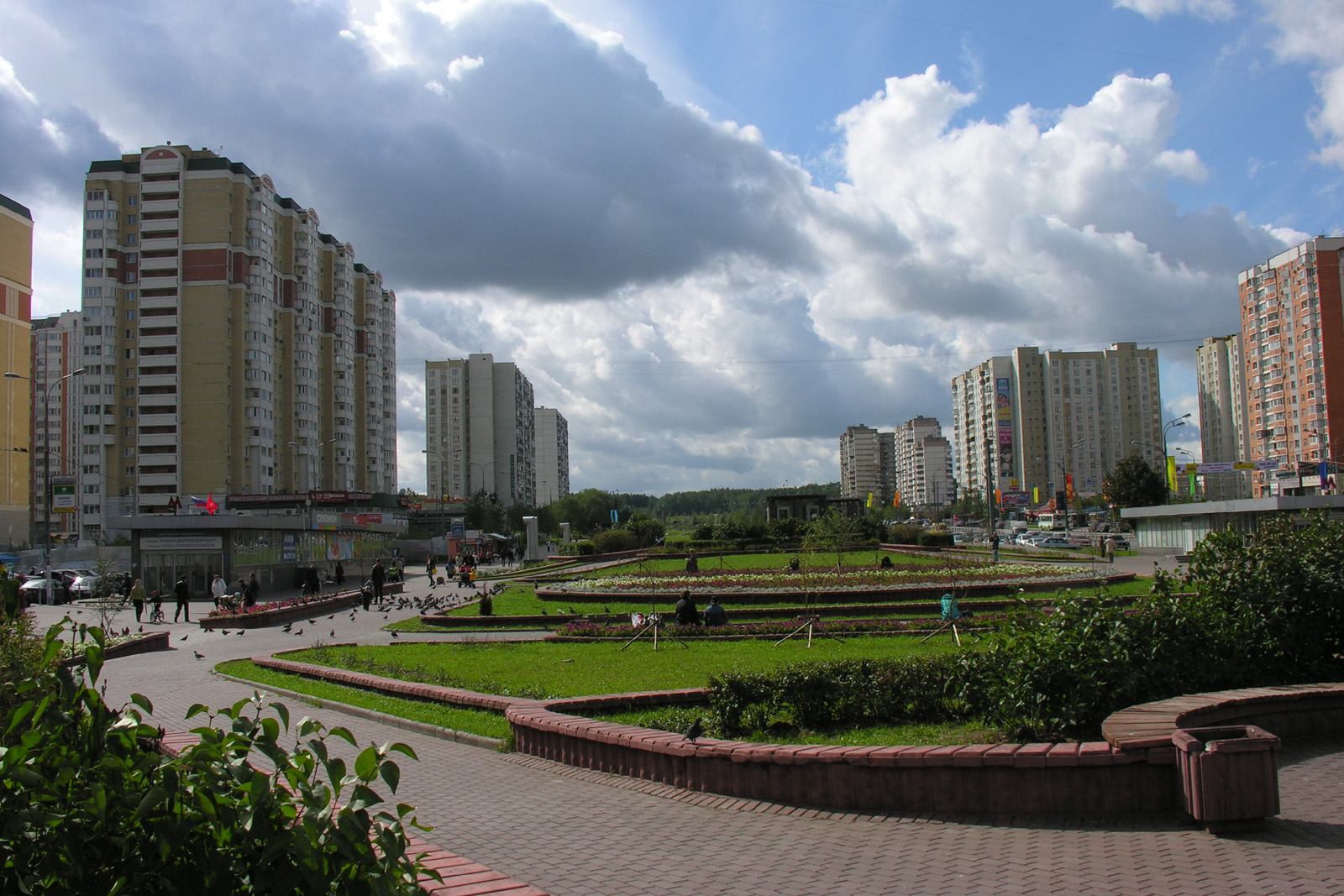
Бульвар Дмитрия Донского
Аллея Бутово
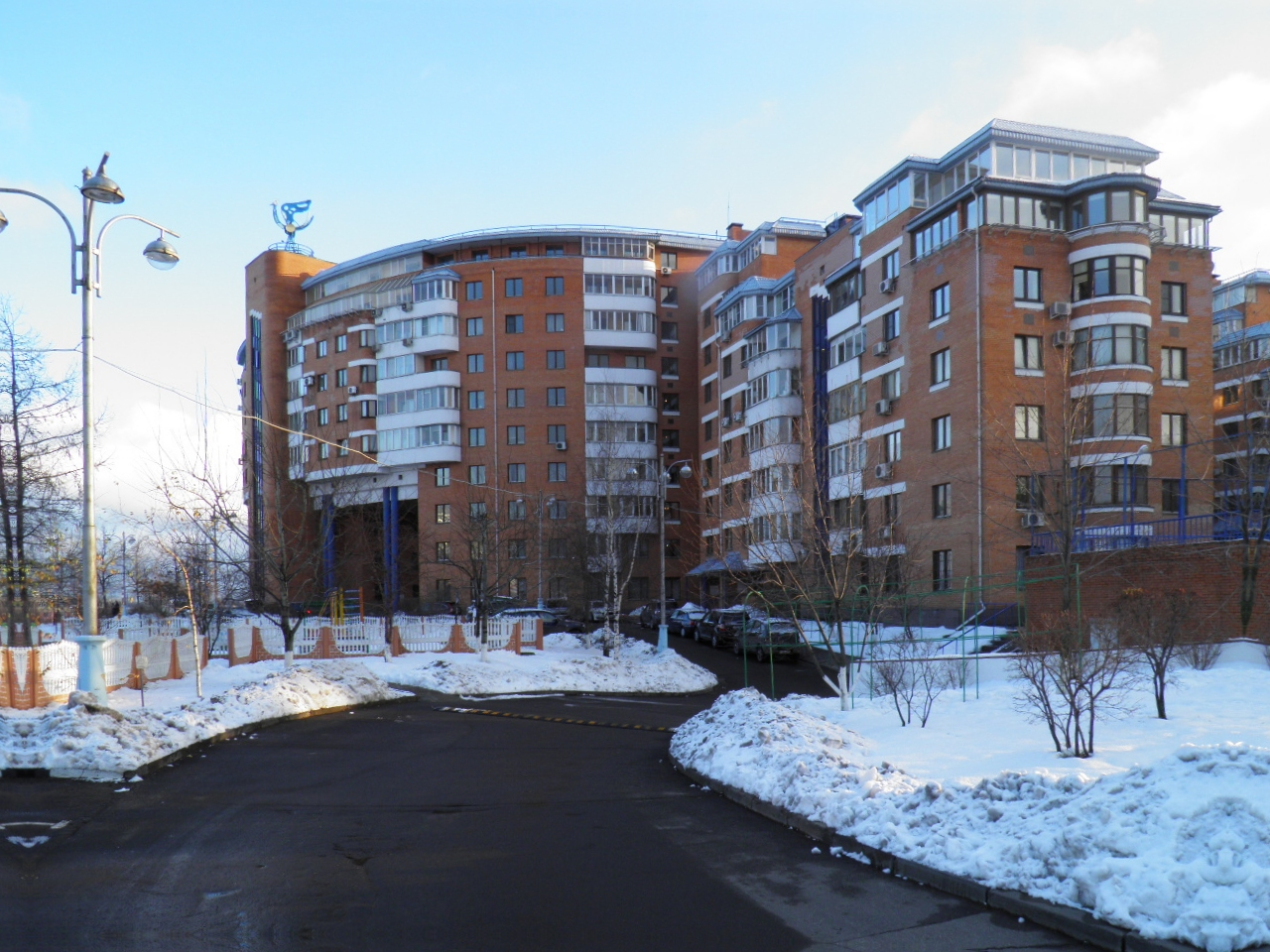
ЖК Синяя птица
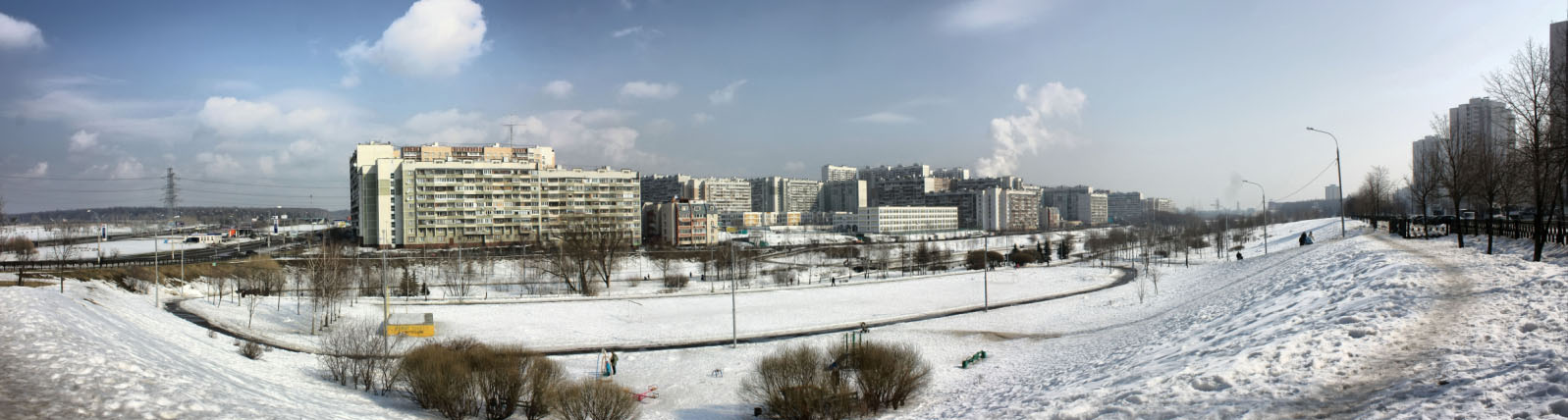
Бутовский парк